# HNoMS Norge
«Норге» (норв. Panserskip Norge — військовий корабель, панцерник берегової оборони типу «Ейдсвольд», що перебував на службі Королівського військово-морського флоту Норвегії з 1901 до 1940 року.
Панцерник «Норге» був закладений 1899 році на верфі британської компанії Armstrong Whitworth у Ньюкасл-апон-Тайні на замовлення Королівського норвезького флоту. 14 червня 1900 року він був спущений на воду, а 7 лютого 1901 року увійшов до складу Королівських ВМС Норвегії.
Корабель фактично не брав участь у бойових діях на морі, перший і останній бій прийняв 9 квітня 1940 року, під час якого був затоплений німецьким есмінцем безпосередньо у бухті Нарвіка.

## Історія служби
Вранці 9 квітня 1940 року німецьке корабельне угруповання з десантом на борту під прикриттям туману та сильного снігу увійшло в Уфут-фіорд. Німці зв'язалися з капітаном «Ейдсвольда», вимагаючи, щоб він здався, і коли цей ультиматум був відхилений, готові до бою німецькі есмінці торпедували «Ейдсвольд», перш ніж панцерник встигнув вистрілити з гармати.
На борту «Норге», глибше всередині фіорду, були чути вибухи, але нічого не було видно, поки з темряви раптом не з'явилися два німецькі есмінці. Капітан «Норге» Пер Аскім віддав наказ відкрити вогонь. З 210-мм гармати було випущено чотири постріли (один з передньої і три з кормової башт), а також сім-вісім пострілів з 150-мм гармати правого борту, по німецькому есмінцю Z11 «Бернд фон Арнім». Дальність дії оцінюється у 800 метрів. Через складні погодні умови було важко використовувати оптичні приціли для гармат, що призвело до того, що перший залп не дістав до цілі, а інші — пройшов понад ціллю.
Німецькі есмінці чекали, поки вони опинилися біля пристані, перш ніж відкрити вогонь у відповідь. «Бернд фон Арнім» відкрив вогонь з 127-мм гармат, а також з кулеметів, але погода створила німцям проблеми. Есмінець також випустив торпеди — всіма трьома залпами по дві торпеди в кожній. Перші два залпи промахнулися, але останній влучив у середину «Норге», і броненосець затонув менш ніж за одну хвилину. Дев'яносто членів екіпажу було врятовано з крижаної води, але 101 норвезький моряк загинув у бою, який тривав менше 20 хвилин.